# Cyrnellus rianus
Cyrnellus rianus är en nattsländeart som beskrevs av Oliver S. Flint Jr. 1983. Cyrnellus rianus ingår i släktet Cyrnellus och familjen fångstnätnattsländor. Inga underarter finns listade i Catalogue of Life.